# Mitotichthys
Mitotichthys es un género de pez de la familia Syngnathidae en el orden de los Syngnathiformes.

## Especies
Las especies de este género son:
- Mitotichthys meraculus (Whitley, 1948)
- Mitotichthys mollisoni (Scott, 1955)
- Mitotichthys semistriatus (Kaup, 1856)
- Mitotichthys tuckeri (Scott, 1942)